# Apoecus colonus
Apoecus colonus is een slakkensoort uit de familie van de Enidae. De wetenschappelijke naam van de soort is voor het eerst geldig gepubliceerd in 1895 door Möllendorff als Buliminus colonus.